# Гай Лициний
Гай Лициний (на латински: Caius Licinius) е политик и един от първите народни трибуни на Римската република.

## Биография
Произлиза от плебейската фамилия Лицинии. Вероятно е брат на колегата си Публий Лициний.
През 493 пр.н.е. той става народен трибун. Колегите са му Луций Албиний Патеркул, Луций Юний Брут, Публий Лициний, Луций Сициний Велут Белут и вероятно Гай Ицилий Руга (Висцелий).